# St. Michael (Schwabmünchen)

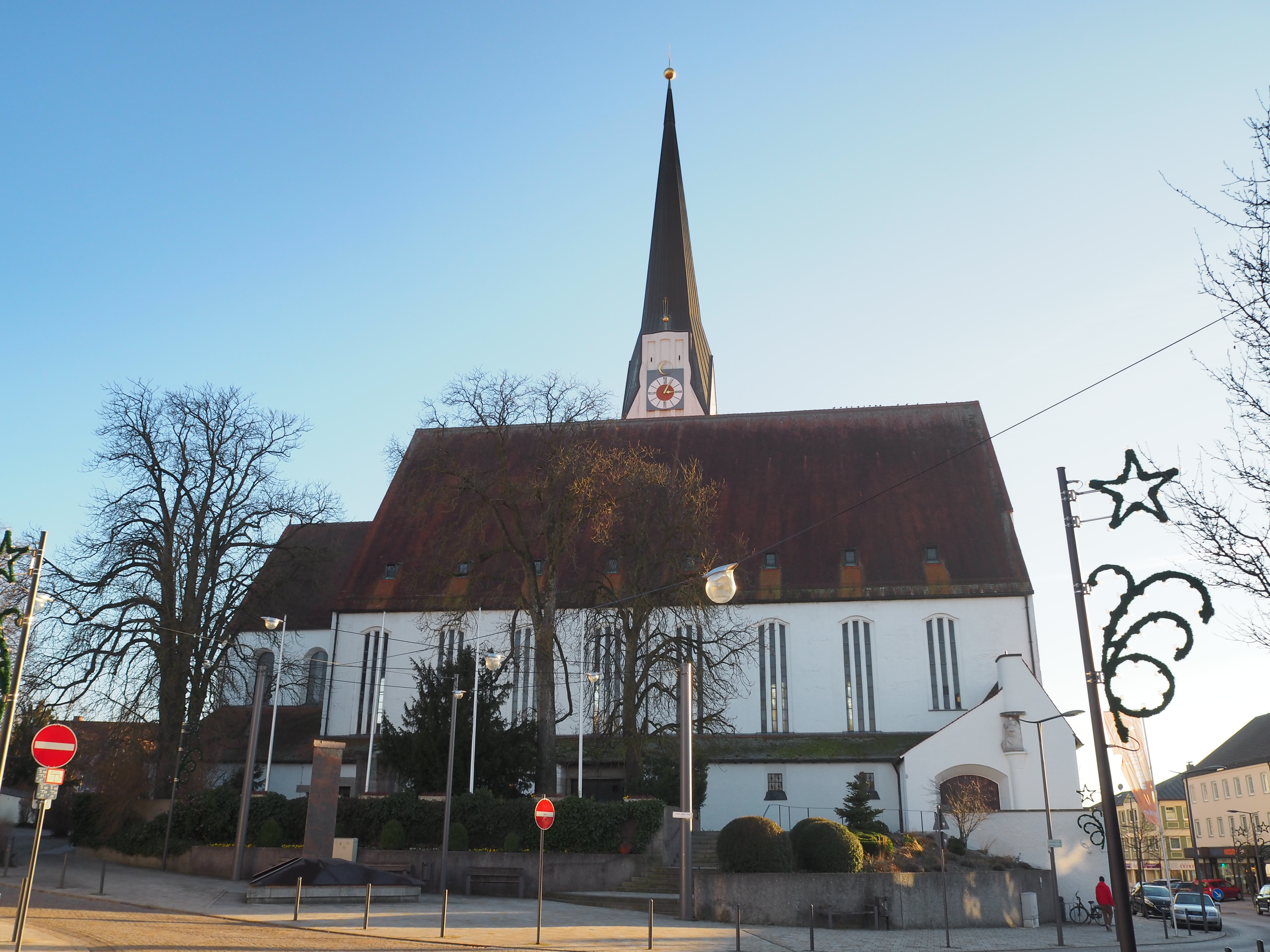
St. Michael in Schwabmünchen

Die römisch-katholische Pfarrkirche St. Michael steht in der Stadt Schwabmünchen im schwäbischen Landkreis Augsburg von Bayern. Das Bauwerk ist in der Liste der Baudenkmäler in Schwabmünchen als Baudenkmal unter der Nr. D-7-72-200-10 eingetragen. Die Pfarrei gehört zum Dekanat Schwabmünchen des Bistums Augsburg.

## Beschreibung
Die um 1230 gebaute Saalkirche wurde 1945 bis auf die fünf unteren Geschosse des Kirchturms vollständig vernichtet und wurde 1948–54 nach Plänen von Thomas Wechs wieder aufgebaut. Sie besteht aus einem Langhaus, einem eingezogenen, dreiseitig geschlossenen Chor im Osten, der 1968 umgestaltet wurde, und dem Kirchturm an der Südwand des Langhauses, dessen untere Geschosse aufgestockt und mit einem spitzen Helm bedeckt wurden. In seinem Glockenstuhl hängen sechs Kirchenglocken. Ein Kruzifix wurde um 1700 von Lorenz Luidl gestaltet. Der Innenraum des Langhauses ist mit einer Holzbalkendecke überspannt. Die Orgel wurde 1999 als Opus 621 von der Hermann Eule Orgelbau Bautzen errichtet.